# タデイ・ポガチャル
タデイ・ポガチャル（Tadej Pogačar-発音: [taˈdɛ́ːj pɔˈɡáːtʃaɾ] ( 音声ファイル)、1998年9月21日 - ）は、スロベニア、コメンダ出身の自転車競技選手。

## 経歴
2017年、スロベニアのコンチネンタルチームであるログ・リュブリャナでプロデビュー。
2019年、UAE チーム・エミレーツへ移籍。グランツール初出場となるブエルタ・ア・エスパーニャでは、第9ステージでグランツール初ステージ勝利、第13ステージで2勝目を挙げる。第20ステージでは残り39km地点で単独アタックをかけ、独走で区間3勝目。最終的に、総合3位とヤングライダー賞を手に入れた。
2020年、ツール・ド・フランスに初出場。第7ステージで風の影響により分断した後方集団に取り残され、ライバル勢から1分21秒のタイムを失った。第9ステージでマルク・ヒルシ、プリモシュ・ログリッチとのゴール前スプリントを制し、ツール・ド・フランス初勝利。第15ステージでもログリッチとの登りスプリントを制し、大会2勝目。第19ステージ終了時点で首位のログリッチとは57秒差の総合2位につけていた。コース終盤が登りとなる個人タイムトライアルの第20ステージで、2位のトム・デュムランに対して1分21秒、総合首位のログリッチを1分56秒上回るタイムで大会3勝目。総合でもログリッチに対して59秒差をつけて逆転して総合首位に立ち、21歳にして総合優勝を果たした。さらに第20ステージで獲得した山岳ポイントで山岳賞も獲得。ヤングライダー賞も獲得し、最終的に3枚の特別賞ジャージを手に入れた。
2021年のツール・ド・フランスでは、第5ステージの個人タイムトライアルでステージ1勝目。大会最初の上級山岳ステージとなった第8ステージで、総合ライバル勢に対して3分20秒の差をつけ、マイヨジョーヌを獲得。第17ステージで総合2位のヨナス・ヴィンゲゴー、3位のリチャル・カラパスを下しステージ優勝。第18ステージでも勝利を挙げ、山岳賞でもトップに立った。第9ステージ以降、総合リーダーの座をキープし続け、最終的に大会連覇と共に、前年同様、3枚の特別賞ジャージを手に入れる結果となった。
2022年はUAEツアー総合2連覇を皮切りに、ストラーデ・ビアンケ優勝、ティレーノ〜アドリアティコ総合優勝、ツアー・オブ・スロベニア総合優勝を果たし順調な滑り出しを見せる。3連覇を目指して始まったツール・ド・フランスでは、第6ステージでステージ1勝目を挙げるとともに全体リーダーに躍り出ると、第7ステージでは残り700メートルの未舗装急勾配区間で逃げに追いつき2勝目を挙げる。3連覇へ順調に見えたが、第11ステージではガリビエ峠でチーム・ユンボ・ヴィスマの揺さぶりに合い、最後のグラノン峠でヨナス・ヴィンゲゴーに後れを取り、総合タイムでヴィンゲゴーから2分22秒遅れ、マイヨ・ジョーヌを手放すこととなった。第17ステージではフィニッシュ直前までヴィンゲゴーと競り合う中、辛うじてステージ3勝目を挙げたものの、全体タイムの遅れは取り戻せず、第18ステージでは再び1分以上広げられることとなり、最終的にはヤングライダー賞は獲得したものの、総合2位となった。3年ぶりのブエルタ・ア・エスパーニャに出場が予定されていたが、欠場することとなった。
2023年はクラシカ・ハエン・パライソ・インテリオールでの勝利で始まり、ブエルタ・ア・アンダルシアとパリ〜ニースで総合優勝した。 クラシックでも快進撃を続け、ロンド・ファン・フラーンデレン、アムステルゴールドレース、フレッシュ・ワロンヌの3レースで勝利を挙げた。しかしリエージュ〜バストーニュ〜リエージュは序盤で落車し手首を骨折。リタイアした。
ツール・ド・フランスにおいては第6ステージで区間優勝し復調ぶりを示したが、第16ステージの個人タイムトライアルでヴィンゲゴーに差を広げられると、翌日の山岳第17ステージのロズ峠においてさらにヴィンゲゴーから遅れ、最終的に新人賞は獲得したものの総合成績は2位に終わり、前年に続きヴィンゲゴーの後塵を拝した。
2024年はストラーデ・ビアンケで優勝、ミラノ〜サンレモ3位、ボルタ・ア・カタルーニャ、リエージュ〜バストーニュ〜リエージュで勝利し例年通りの快調な滑り出しを見せると、ジロ・デ・イタリアでは区間6勝、総合2位のダニエル・フェリペ・マルティネスに対し9分56秒差をつける圧倒的な強さで総合優勝し、ツール・ド・フランスにおいても同じく区間6勝を挙げる強さでヴィンゲゴーを寄せ付けず総合優勝を果たした。これにより1998年のマルコ・パンターニ以来26年ぶりとなるジロ・ツールの「ダブルツール」を達成した。
スイスのチューリッヒで行われた世界選手権自転車競技大会ロードレース・男子エリートロードレースで優勝し、自身として初めてのマイヨ・アルカンシェルを獲得、ジロ・ツール「ダブルツール」と合わせて、1974年のエディ・メルクスと1987年のステファン・ロシュのみが達成している「トリプルクラウン」を史上3人目37年ぶりに達成した。

## 人物
2024年現在はモナコ在住。F1ドライバーのカルロス・サインツJr.と近所に住んでおり、お互いの休日が合う際には一緒に「コーヒーライド」と称して片道30 - 40kmほどのサイクリングに行く仲である。ただサインツ曰く、ポガチャルが大会後のリカバリーとして（ポガチャルにとっては）低めの心拍数で走っているのに、サインツは「僕の心拍数は170とか180まで上がっている」状態になるため、あまり会話ができないという。

## 主な戦績

### 2018年
- ツール・ド・ラブニール  総合優勝
- ジャパンカップ  クリテリウム スプリント賞

### 2019年
- ヴォルタ・アン・アルガルヴェ  総合優勝、 ヤングライダー賞
  - 区間1勝（第2ステージ）
- イツリア・バスク・カントリー  ヤングライダー賞
- ツアー・オブ・カリフォルニア  総合優勝、 ヤングライダー賞
  - 区間1勝（第6ステージ）
- スロベニア選手権　個人タイムトライアル 優勝
- ツアー・オブ・スロベニア  ヤングライダー賞
- ブエルタ・ア・エスパーニャ 総合3位、 ヤングライダー賞
  - 区間3勝（第9ステージ、第13ステージ、第20ステージ）

### 2020年

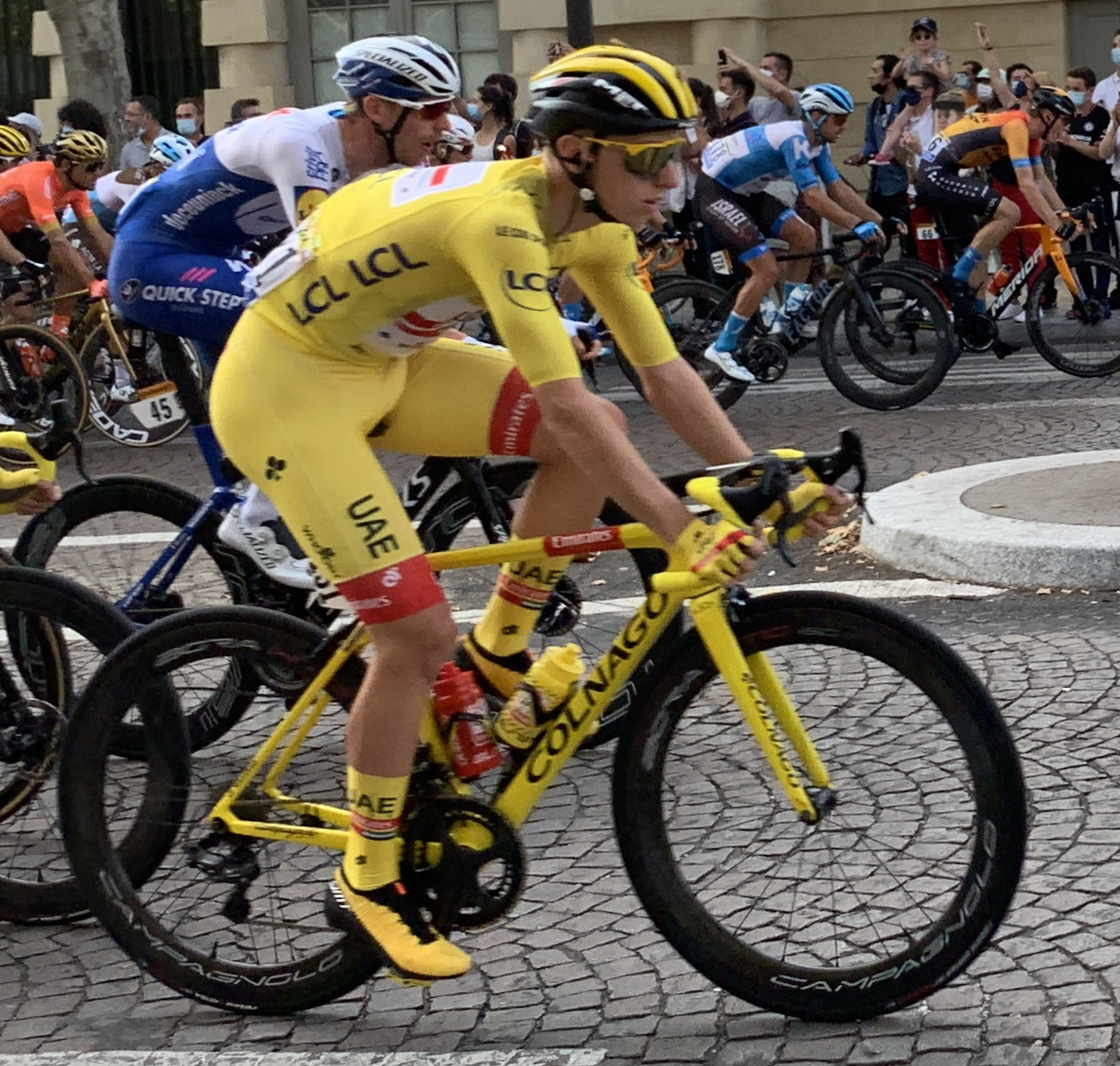
2020年ツール・ド・フランスにて、マイヨ・ジョーヌを着用したタデイ・ポガチャル

- ボルタ・ア・ラ・コムニタ・バレンシアナ  総合優勝、 ヤングライダー賞
  - 区間2勝（第2, 4ステージ）
- UAEツアー 総合2位  ヤングライダー賞
  - 区間1勝（第5ステージ）
- スロベニア選手権 個人タイムトライアル 優勝
- ツール・ド・フランス  総合優勝
  -  山岳賞
  -  ヤングライダー賞
  - 区間3勝（第9, 15, 20ステージ）

### 2021年
- UAEツアー  総合優勝、 ヤングライダー賞
  - 区間1勝（第3ステージ）
- ティレーノ〜アドリアティコ  総合優勝、 山岳賞、ヤングライダー賞
  - 区間1勝（第4ステージ）
- イツリア・バスク・カントリー 区間優勝（第3ステージ）
- リエージュ〜バストーニュ〜リエージュ 優勝
- ツアー・オブ・スロベニア  総合優勝、 山岳賞
  - 区間1勝（第2ステージ優勝）
- ツール・ド・フランス  総合優勝
  -  山岳賞
  -  ヤングライダー賞
  - 区間3勝（第5, 17, 18ステージ）
- 東京オリンピック  個人ロードレース 銅メダル
- イル・ロンバルディア 優勝

### 2022年
- UAEツアー  総合優勝、 ヤングライダー賞
  - 区間2勝（第4、7ステージ優勝）
- ストラーデ・ビアンケ 優勝
- ティレーノ〜アドリアティコ  総合優勝、 ポイント賞、 ヤングライダー賞
  - 区間2勝（第4, 6ステージ優勝）
- ツアー・オブ・スロベニア  総合優勝
  - 区間2勝（第3、5ステージ優勝）
- ツール・ド・フランス 総合2位
  -  ヤングライダー賞
  - 区間3勝（第6, 7, 17ステージ）
- グランプリ・シクリスト・ド・モンレアル 優勝
- トレ・ヴァッリ・ヴァレジーネ 優勝
- イル・ロンバルディア 優勝

### 2023年
- クラシカ・ハエン・パライソ・インテリオル（英語版） 優勝
- ブエルタ・ア・アンダルシア  総合優勝、 ポイント賞
  - 区間3勝（第1、2、4ステージ優勝）
- パリ〜ニース  総合優勝、 ポイント賞、 ヤングライダー賞
  - 区間3勝（第4、7、8ステージ優勝）
- ロンド・ファン・フラーンデレン 優勝
- アムステルゴールドレース 優勝
- フレッシュ・ワロンヌ 優勝
- スロベニア選手権
  - 個人ロードレース 優勝
  - 個人タイムトライアル 優勝
- ツール・ド・フランス 総合2位
  -  ヤングライダー賞
  - 区間2勝（第6, 20ステージ）
- イル・ロンバルディア 優勝

### 2024年
- ストラーデ・ビアンケ 優勝
- ミラノ〜サンレモ 3位
- ボルタ・ア・カタルーニャ  総合優勝、 ポイント賞、 山岳賞
  - 区間4勝（第2、3、6、7ステージ優勝）
- リエージュ〜バストーニュ〜リエージュ 優勝
- ジロ・デ・イタリア
  -  総合優勝
  -  山岳賞
  - 区間6勝（第2、第7、8、15、16、20ステージ優勝）
- ツール・ド・フランス
  -  総合優勝
  - 区間6勝（第4、14、15、19、20、21〈ITT〉ステージ優勝）
- グランプリ・シクリスト・ド・モンレアル 優勝
- 世界選手権自転車競技大会ロードレース
  -  男子エリートロードレース 優勝
- ジロ・デッレミリア 優勝
- イル・ロンバルディア 優勝

### 2025年
- UAEツアー  総合優勝
  - 区間2勝（第3、7ステージ優勝）
- ストラーデ・ビアンケ 優勝
- ロンド・ファン・フラーンデレン 優勝
- フレッシュ・ワロンヌ 優勝
- リエージュ〜バストーニュ〜リエージュ 優勝
- クリテリウム・デュ・ドーフィネ  総合優勝、 ポイント賞（第1、6、7ステージ優勝）
- ツール・ド・フランス  総合優勝、 山岳賞
  - 区間4勝（第4、7、12、13ステージ優勝）

### グランツールの総合成績
| グランツール               | 2019 | 2020 | 2021 | 2022 | 2023 | 2024 | 2025 |
| -------------------------- | ---- | ---- | ---- | ---- | ---- | ---- | ---- |
| ジロ・デ・イタリア         | －   | －   | －   | －   | －   | 1    | －   |
| ツール・ド・フランス       | －   | 1    | 1    | 2    | 2    | 1    | 1    |
| ブエルタ・ア・エスパーニャ | 3    | －   | －   | －   | －   | －   |      |